# 海蘭梅多斯 (新墨西哥州)
海蘭梅多斯（英語：Highland Meadows）是位於美國新墨西哥州巴倫西亞縣的普查規定居民點。

## 人口
根據2020年美國人口普查的數據，海蘭梅多斯的面積為17.94平方千米，皆為陸地。當地共有人口568人，而人口密度為每平方千米31.66人。